# Доріс Лойтгард
Доріс Лойтгард (нім. Doris Leuthard; нар. 10 квітня 1963, Мереншванд, кантон Ааргау) — швейцарський юрист і політик, Президент Швейцарії (2010 р. та 2017 р.)

## Життєпис
Закінчила юридичний факультет Цюрихського університету, проходила мовні курси в Парижі і Калгарі. У 1989 році почала практикувати юриспруденцію. З 1991 по 2006 вона працювала адвокатом.
У 1997–2000 входила до парламенту кантону Ааргау. З 1999 по 2006 була членом Ради націй.
Як член Християнсько-демократичної народної партії, у 2001–2004 роках вона була її віце-головою, а з 2004 року по 2006 — головою партії.
Після відставки Йозефа Дайсса, 14 червня 2006 була обрана його наступником і п'ятою жінкою в історії Федеральної ради. 1 серпня 2006 вступила на посаду Федерального департаменту з економічних питань. 1 листопада 2010 очолила департамент навколишнього середовища, транспорту, енергетики та зв'язку.
На виборах до Федеральної ради Швейцарії 12 грудня 2007 році отримала необхідну більшість голосів і зберегла місце. У грудні 2008 року стала віце-президентом Швейцарії, а у грудні 2009 року — президентом.
7 грудня 2016 року була вдруге обрана на посаду Президента Швейцарії. В Берні на спільному засіданні двох палат Федеральних зборів (парламенту) за Лойтхард було віддано 188 голосів із 207 депутатів парламенту